# ظهريات الشرج
ظهريات الشرج  أو خُرْشُومِيَّات (الاسم العلمي: Proctonotidae) هي فصيلة من الحيوانات تتبع رتبة عاريات الخيشوم من طائفة بطنيات الأرجل.

## التصنيف
- البركتنوط أو ظهري الشرج
- اليانوسية
- اليانوسية الخوذية
- البونيسة
- الكالدوكية
- خرشومة

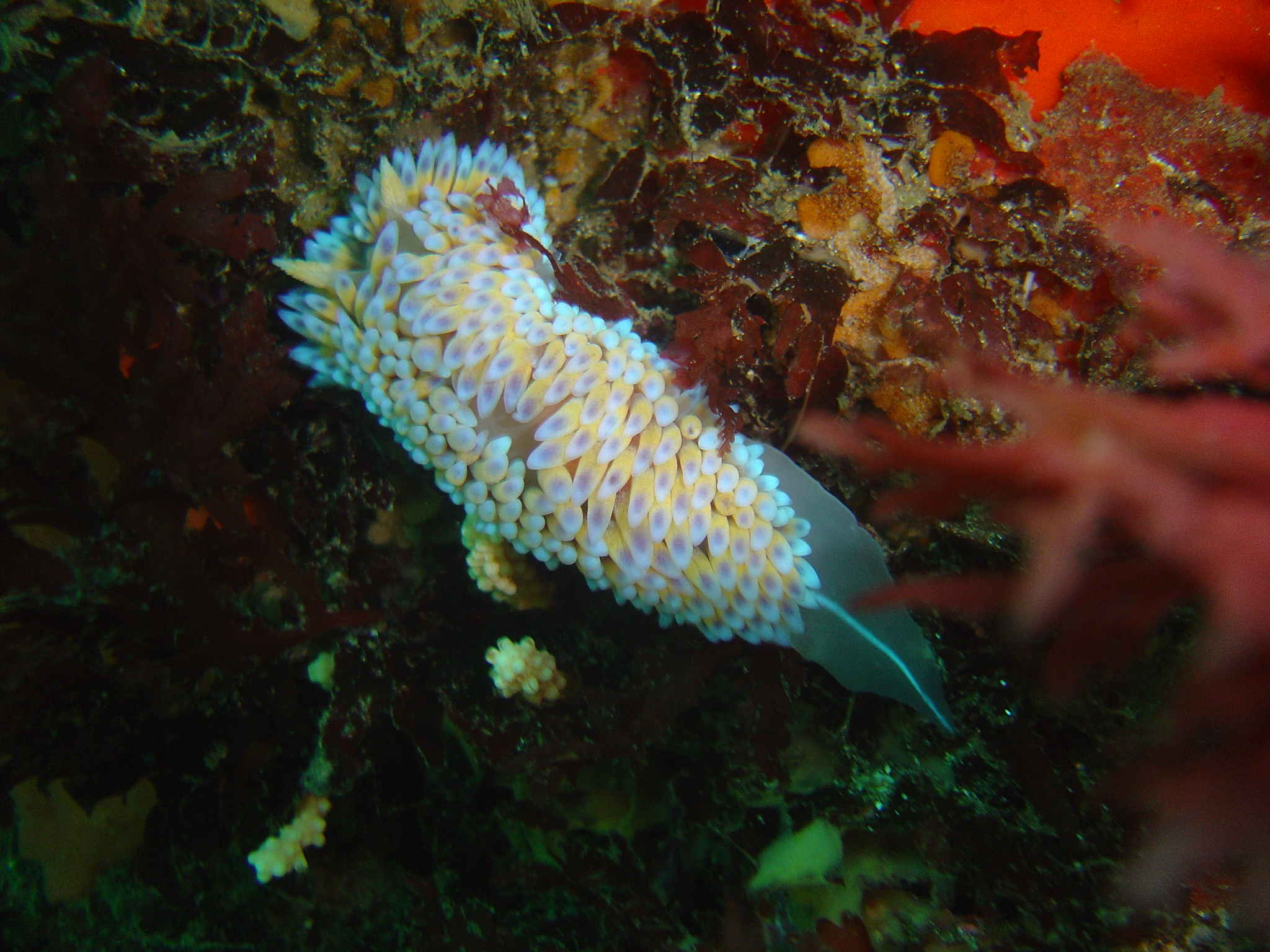
بونيسة ناكازا
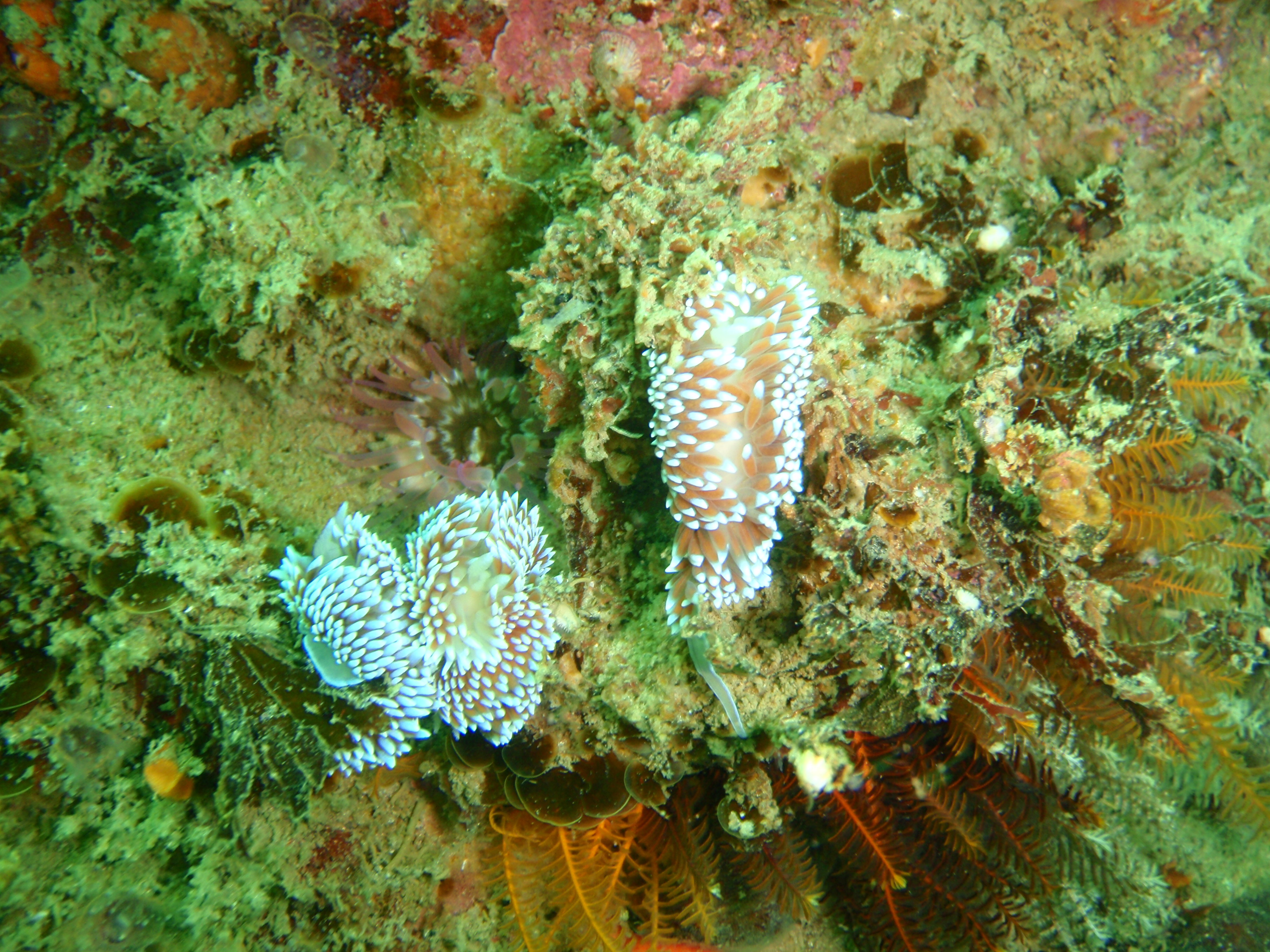
يانوسية رأس الرجاء
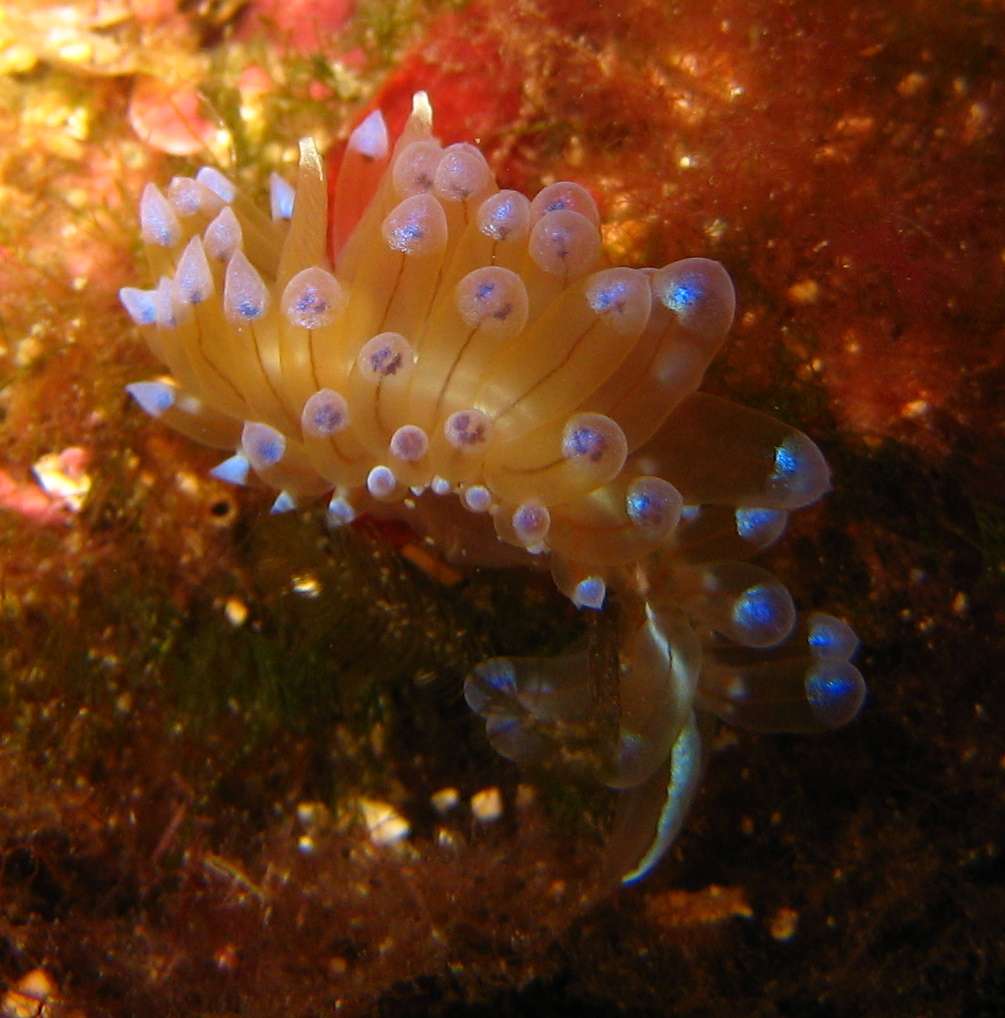
يانوسية مقنزعة
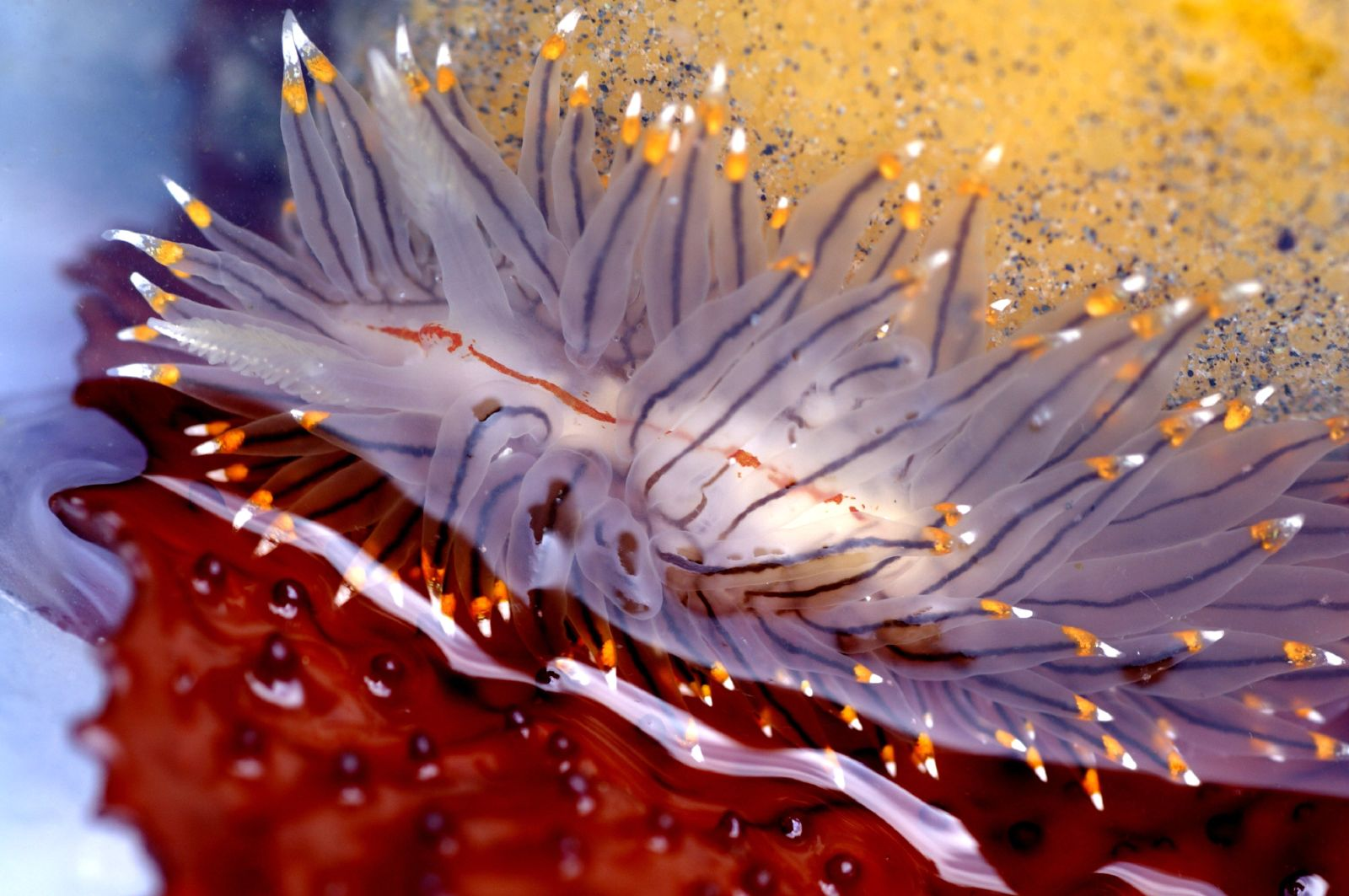
يانوسية غبساء